# Carton rouge
Pour l’article homonyme, voir carton rouge (film).

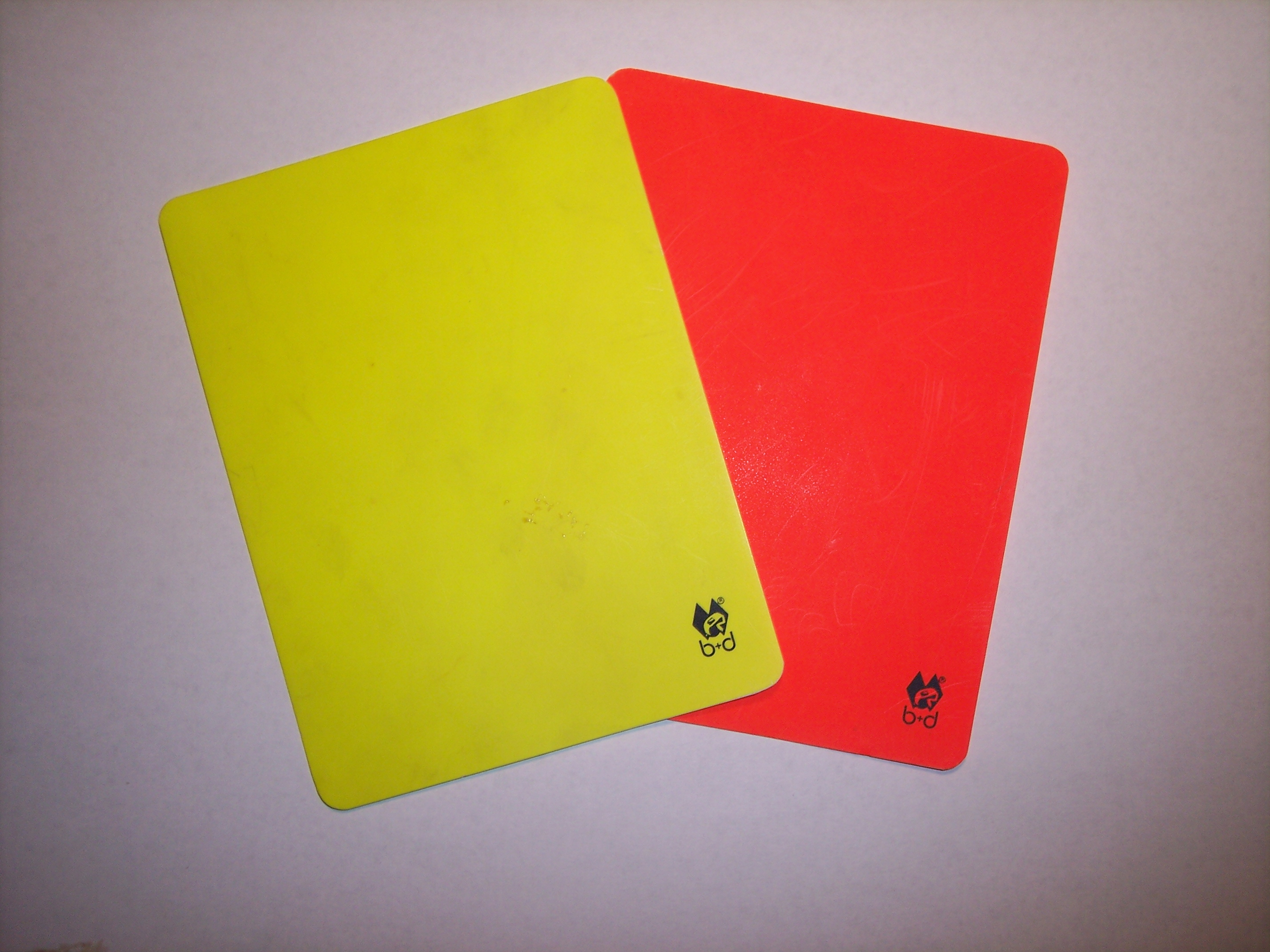
Cartons rouge et jaune du football

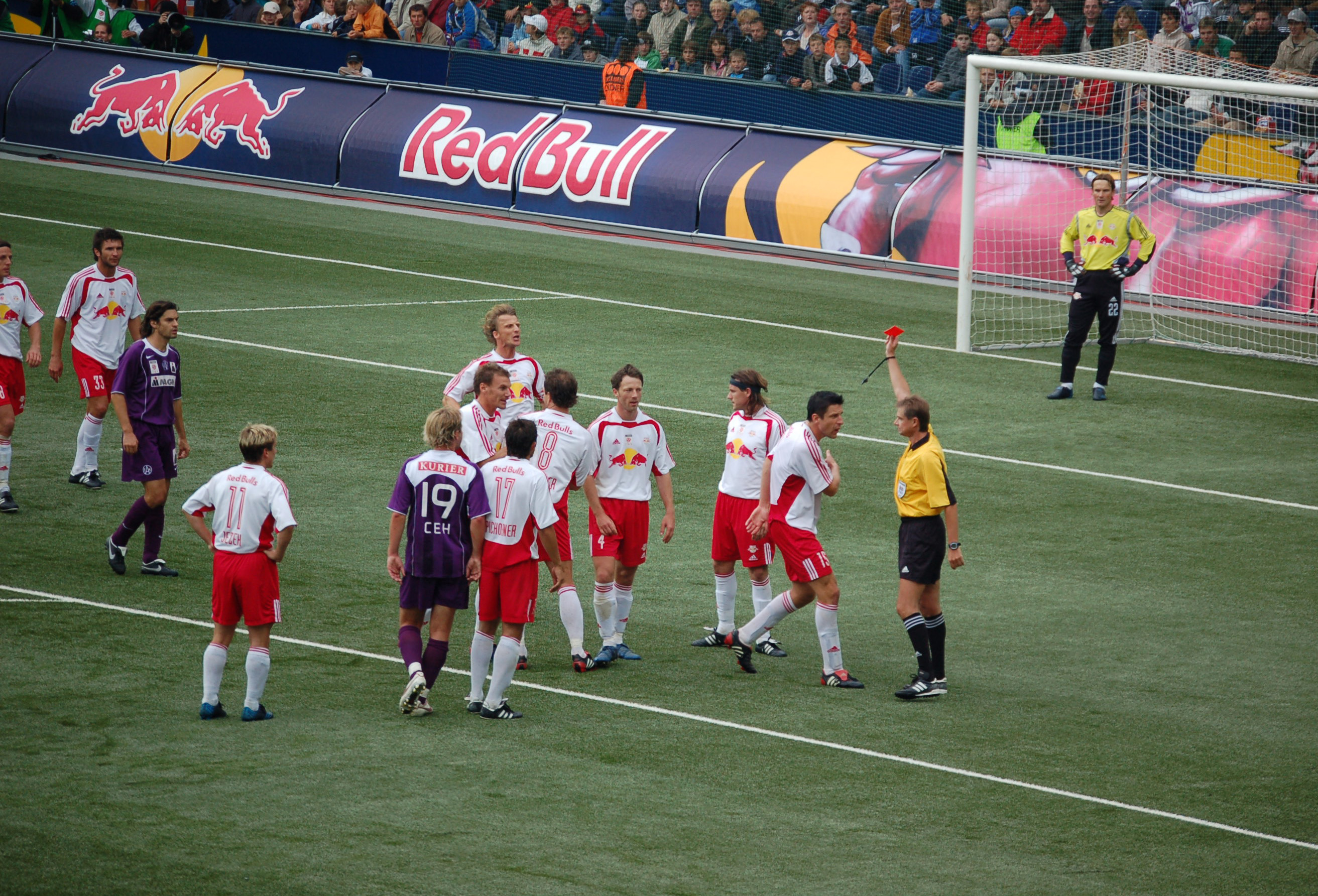
Remise d'un carton rouge lors d'un match de football

Un carton rouge (ou carte rouge en Belgique) est un carton de pénalité utilisé dans de nombreux sports. Il signifie qu'un joueur est pénalisé d'une sanction, généralement l'expulsion ou la disqualification.

## Histoire
Le carton rouge a été inventé à la suite de la Coupe du monde de football de 1966. Lors du quart de finale particulièrement tendu entre l'Argentine et l'Angleterre, pays hôte, l'arbitre Rudolf Kreitlein expulse le capitaine et défenseur argentin Antonio Ubaldo Rattín. L'arbitre lui fait signe de quitter le terrain, mais le joueur refuse de sortir. S'ensuivent de longues minutes de confusion pendant lesquelles le match est interrompu. Rattín finira par sortir, mais les instances dirigeantes demanderont à l'arbitre Ken Aston de trouver une solution à ce problème, ce qu'il fera en s'inspirant du feu tricolore : « jaune : attention, puis rouge : stop ».

## Badminton
Un carton rouge peut être donné à un joueur ou une paire (en double) pour sanctionner : 
- La répétition d'une infraction mineure préalablement sanctionnée par un carton jaune
- Un mauvais comportement flagrant

Ce carton peut être adressé à tout moment :
- Lors d'un match, pendant ou en dehors du temps de jeu : il est alors considéré comme une faute. L'équipe adverse remporte un point.
- En dehors du temps de match : le carton n'a alors aucun impact sur le score du prochain match à venir de l'équipe affectée par ce carton.

Un joueur sanctionné deux fois par un carton rouge dans une période de douze mois est interdit de toute compétition pendant deux mois. Il lui est alors adressé un carton noir

## Cricket
Depuis la saison 2017, les arbitres de cricket sont équipés d'un carton rouge pour exclure un joueur s'il attaque l'arbitre ou un autre joueur, ou s'il commet un acte violent.

## Escalade
En escalade, le carton rouge ne peut être donné que par le président de jury, dans deux cas : 
- La disqualification (DSQ) : en cas d'utilisation de matériel non approuvé ou en cas de rupture de l'isolement (dans certaines phases de compétitions, les concurrents ne doivent pas voir les tentatives des autres concurrents).
- La disqualification pour problème comportemental (DQB) : pour non respect des instructions des juges ou du président de jury ou  gêne volontaire des autres concurrents[3].

## Escrime
Une touche est attribuée à l'adversaire.
Un carton rouge est donné à partir de la deuxième infraction de 1er niveau, à chaque infraction de 2e niveau, à la première infraction de 3e niveau.
L'expulsion, pour une deuxième infraction de troisième niveau ou dès la première infraction de quatrième niveau, est symbolisée par le carton noir.

## Floorball
Le carton rouge signale une pénalité de match. Le fautif est exclu du terrain pour le reste du match.
Il existe deux types de pénalités de match :
La pénalité de match technique entraîne uniquement l'exclusion du fautif pour le reste du match, sans autre sanction. Elle est prononcée pour des infractions d'ordre technique (par exemple, crosse trop courbée) ou administratif (par exemple, participation au match d'un joueur non inscrit sur le rapport).
La pénalité de match entraîne automatiquement un match de suspension en plus de l'exclusion et la commission disciplinaire peut prononcer des sanctions supplémentaires. Cette pénalité est infligée pour plusieurs infractions graves, notamment en cas de comportement violent ou grossièrement antisportif.

## Football
Lors d'un match de football, le carton rouge est utilisé par l'arbitre central pour exclure un joueur. Le joueur exclu doit quitter le terrain dans l'instant et de manière définitive. Il ne peut pas être remplacé par un autre joueur. Un joueur présent sur le banc de touche peut aussi recevoir un carton rouge car il est pleinement sous l'autorité de l'arbitre.
Ses dimensions sont de 102 mm × 76 mm en général.
La loi 12 du football prévoit sept motifs d'exclusion. Un joueur est exclu si :
1. il reçoit un second avertissement au cours du même match
2. il se rend coupable d’une faute grossière
3. il adopte un comportement violent ou d'anti-jeu
4. il crache sur un adversaire ou toute autre personne
5. il empêche un adversaire de marquer un but, ou annihile une occasion de but manifeste, en touchant délibérément le ballon de la main (ceci ne s’applique pas au gardien de but dans sa propre surface de réparation)
6. il anéantit une occasion de but manifeste d’un adversaire se dirigeant vers son but en commettant une faute passible d’un coup franc ou d’un coup de pied de réparation (penalty)
7. il tient des propos ou fait des gestes blessants, injurieux et/ou grossiers

## Handball

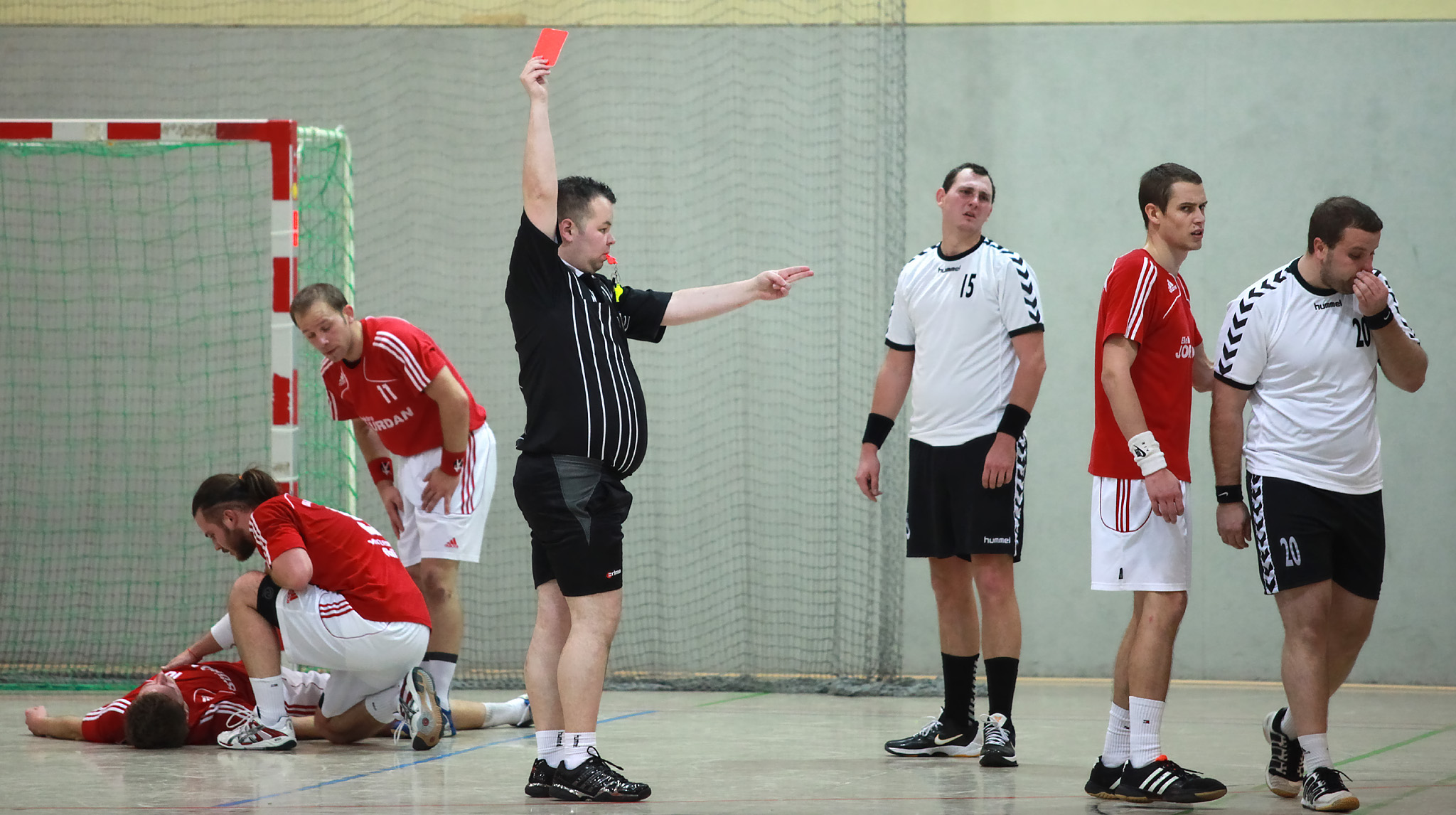
Lors d'un match de handball

L'expulsion n'existe plus depuis 2010 dans les règlements de la Fédération française de handball. L'arbitre présentait ses deux bras croisés au niveau des avant-bras au joueur concerné. 
L'équivalent réglementaire de l'expulsion est désormais une disqualification (carton rouge) assortie d'un rapport écrit facultatif sur la feuille de match si l'arbitre présente le carton bleu, stipulant ses motivations à disqualifier le joueur.
La disqualification à la suite de la troisième exclusion de 2 minutes d'un même joueur ne requiert pas de rapport (carton bleu). En effet, ici la gravité de la faute se limite à celle d'une faute sanctionnable par une exclusion et non une disqualification directe.

## Marche athlétique

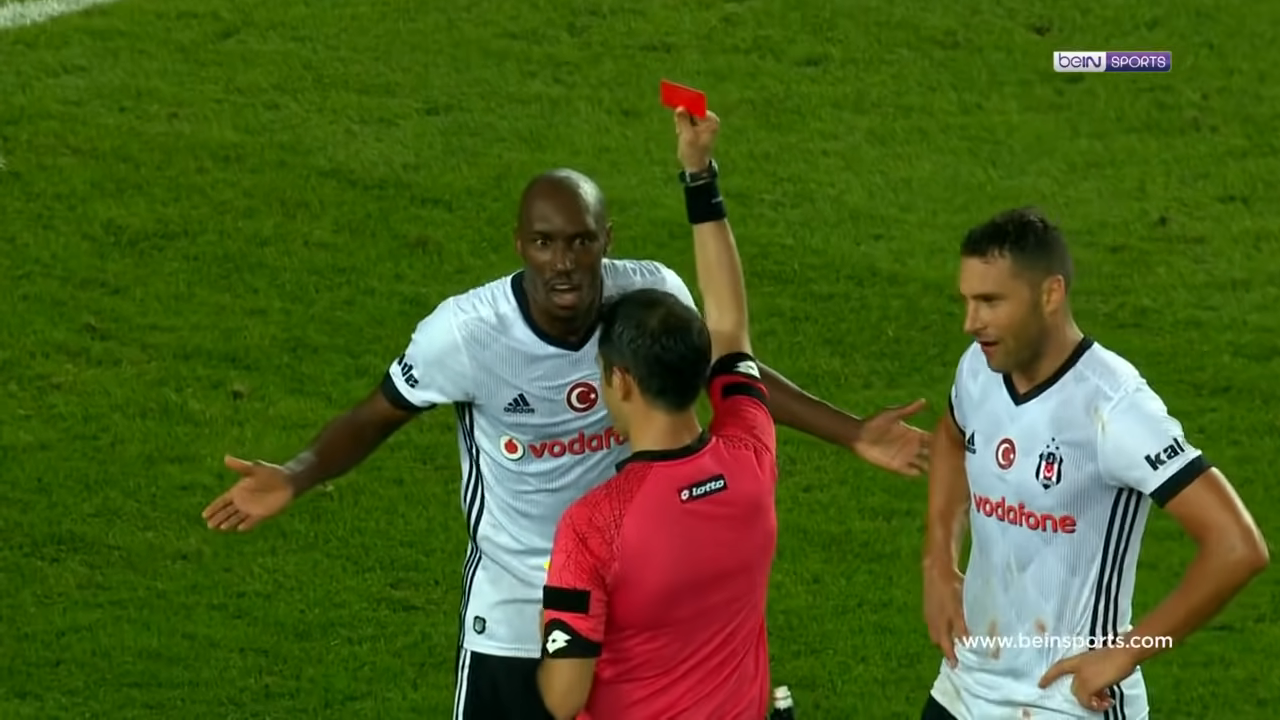
Artiba Hutchinson

Le juge peut donner un carton rouge dans deux cas : s'il considère que l'athlète commet une grosse faute, ou si après l'avoir averti par le carton jaune, le juge pense que l'athlète est toujours en faute. Lorsque le juge donne un carton rouge il en avertit le chef-juge. Les cartons rouges ne sont pas montrés à l'athlète mais il peut être mis au courant par un tableau d'affichage ou par le chef-juge.
Au bout de trois cartons rouges, le marcheur est disqualifié. Un juge ne peut pas donner plus d'un carton rouge par athlète, c'est pour cela qu'un minimum de trois juges par épreuve est nécessaire.

## Rugby
Le carton rouge est la plus haute sanction encourue par un joueur lors d'un match. Le carton rouge est sorti lors d'un acte de violence caractérisé ou pour un geste dangereux entrainant un contact brutal avec la tête. Le joueur sanctionné est sorti du terrain et doit rejoindre les vestiaires jusqu'à la fin du match, son équipe jouant alors en infériorité numérique.
Depuis 2022, cependant, une nouvelle règle est testée, qui consiste à sortir le joueur définitivement, mais à le remplacer par un autre joueur au bout de 20 minutes de pénalisation.

## Volley-ball
Depuis la saison 2013-2014, le carton rouge indique la pénalité (perte d'un point et du service). Le rouge et le jaune, tenus ensemble, indiquent une expulsion jusqu'à la fin du set en cours. Le rouge et le jaune, tenus séparément (un dans chaque main), indiquent la disqualification pour le reste de la rencontre avec une expulsion définitive de l'aire de responsabilité de l'arbitre ("retour au vestiaire").